# Santo Anzà
Santo Anzà (* 17. November 1980) ist ein ehemaliger italienischer Radrennfahrer.

## Karriere
Anzà fuhr zwischen 2002 und 2011 für internationale Radsportteams. Seine größten Erfolge in dieser Zeit waren die Siege bei den Eintagesrennen Giro di Romagna 2006 und Trofeo Melinda 2007 sowie der Gesamtwertungssieg beim Etappenrennen Brixia Tour 2008. Er bestritt zwei Grand Tours, den Giro d’Italia 2006 sowie die Vuelta a España 2011, die er als 109. und 48. beendete.

## Erfolge
2006
- Giro di Romagna

2007
- Trofeo Melinda

2008
- Gesamtwertung und eine Etappe Brixia Tour

2009
- eine Etappe Brixia Tour

## Teams
- 2002–2004: Landbouwkrediet-Colnago
- 2005: Acqua e Sapone
- 2006–2008: Serramenti PVC Diquigiovanni
- 2009: Amica Chips-Knauf (bis 14.07.)
- 2009: ISD-Neri (ab 15.07.)
- 2010: Ceramica Flaminia
- 2011: Vacansoleil-DCM